# Parque Nacional Sierra del Divisor
O Parque Nacional Sierra del Divisor (em castelhano:  Parque Nacional Sierra del Divisor) é um parque nacional na floresta amazónica do Peru, estabelecido em 2015. Cobre uma área de 1,354,485.10 ha (13,544.85 km2)   nas províncias de Coronel Portillo, na região de Ucayali e Ucayali e na região de Loreto.